# Film Polski
Ne pas confondre avec la base de données sur le cinéma polonais FilmPolski.
Film Polski (également Przedsiębiorstwo Państwowe Film Polski), fondé en 1945 est le nom de l'organisme d'État polonais de production et de distribution cinématographique polonais au sortir de la Seconde Guerre mondiale. 

## Histoire
Le 13 novembre 1945, le gouvernement polonais d'après-guerre décrète la création de Film Polski en tant qu'entreprise nationale. Sous l'égide du ministre de la Culture, Wladyslaw Kowalski, Film Polska contrôle à la fois la production cinématographique nationale et la distribution des films étrangers.

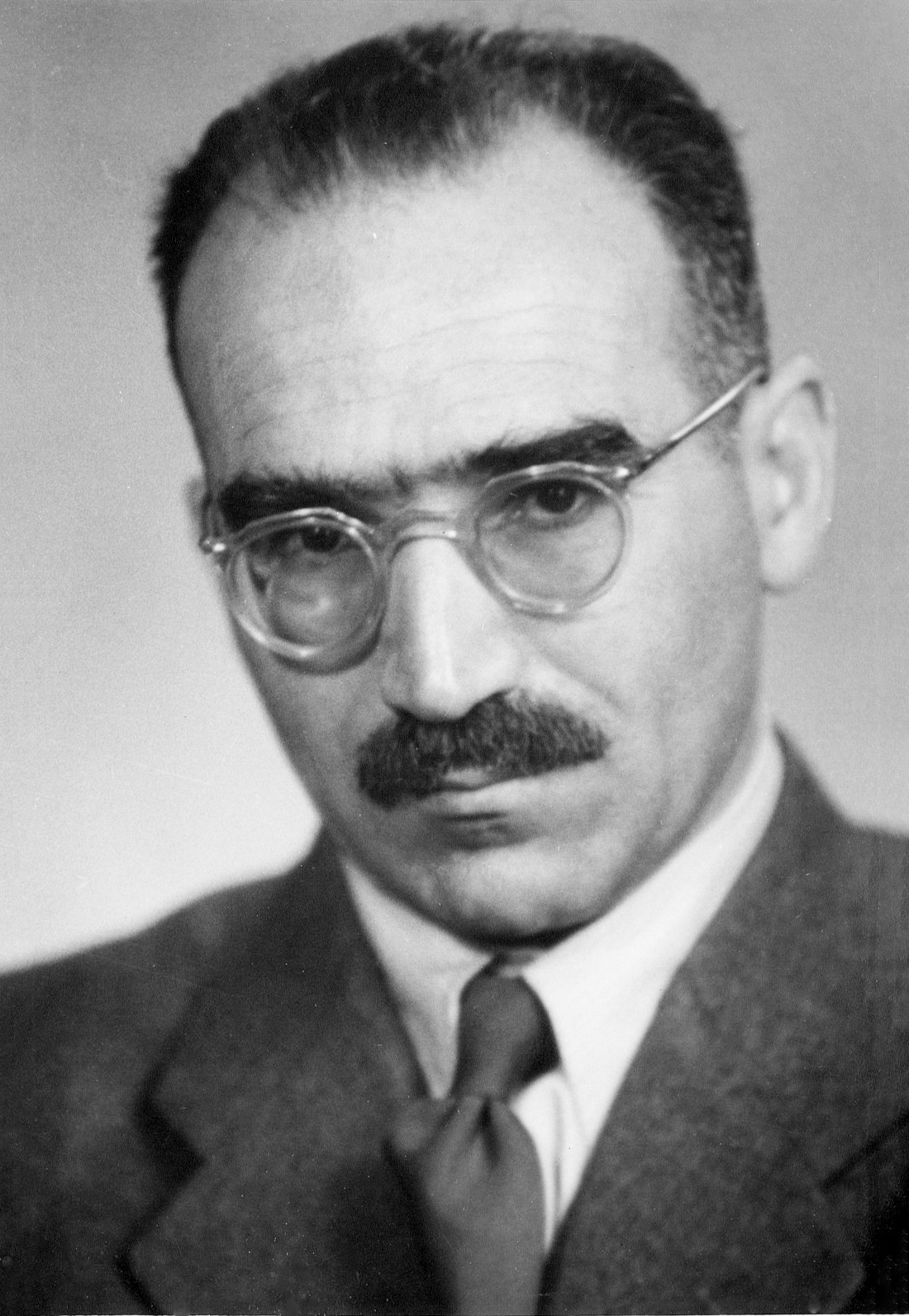
Aleksander Ford, premier directeur de Film Polski.

Aleksander Ford est le premier directeur de Film Polski de 1945 à 1947.  Avec des collègues du Parti ouvrier unifié polonais, il reconstruit l'infrastructure de la production nationale de film, il met en place des studios nationaux et crée l'École nationale de cinéma de Łódź, qui ouvre en 1948. Ford y enseigne d'ailleurs pendant vingt ans.
Le premier long métrage polonais de l'après-guerre est la comédie musicale de  Leonard Buczkowski sur l'occupation allemande, Chansons interdites (Zakazane piosenki). Après une première sortie en janvier 1947 qui rencontre le succès public, le film est remonté et connait une nouvelle sortie en 1948, cette nouvelle version accentuant le rôle libérateur de l'Armée rouge en Pologne, et donnant une vision plus sombre de l'occupation allemande de Varsovie et de la brutalité nazie en général.
Film Polski est dissout 1er janvier 1952. Centralny Urząd Kinematografii (Office central de la cinématographie) lui succède. Dans son importante mais brève histoire, Film Polski a assuré la sortie de treize longs métrages, ainsi que des dizaines de courts métrages et de documentaires.

## Filmographie partielle
- 1947 : La Dernière Étape (Ostatni étape) de Wanda Jakubowska
- 1947-1948 : Chansons interdites (Zakazane piosenki), de Leonard Buczkowski
- 1948 : La vérité n'a pas de frontière (Ulica Graniczna) d'Aleksander Ford
- 1949 : Skarb, de Leonard Buczkowski
- 1950 : La Ville indomptée (Robinson warszawski), de Jerzy Zarzycki
- 1951 : Warszawska premiera, de Jan Rybkowski